# Wooden Arms (album)
Albums de Patrick Watson
Close to Paradise
(2007) Adventures In Your Own Backyard
(2012)
Singles de Patrick Watson
Sit Down Beside Me,
Je te laisserai des mots
(2010)
Singles
1. Tracy's Waters
Sortie : 5 mars 2009

Wooden Arms est le troisième album studio de Patrick Watson et de son groupe de rock indépendant canadien, sorti le 28 avril 2009 sous le label Secret City Records.
Plutôt bien accueilli par la critique, l'album est nommé au Prix de musique Polaris de 2009, déjà remporté en 2007 par l'album précédent du groupe, Close to Paradise.

## Contexte et production

### Enregistrement
L'album est enregistré en quasi-totalité au Canada en 2008, au sein des studio 105 (Montréal) et Breakglass Studio (en). Deux titres sont cependant enregistrés hors-Canada : Fireweed, en partie enregistré pendant une tournée du groupe à Greenhouse (Island), et Wooden Arms, lui aussi en partie enregistré pendant une tournée à La Frette, en France. 

### Production
Cet album diffère de Close to Paradise par son élaboration plus expérimentale : l'emploi d'objets inhabituels pour la création de nouveaux sons dans leurs mélodies, notamment l'utilisation de sonnailles pour le titre Tracy's Waters, d'une bicyclette pour Beijing ou encore de deux cuillères sur une guitare acoustique par Robbie Kuster pour Man Like You.
La musique Beijing est inspirée du film Dans la peau de John Malkovich, sorti en 1999, avec cette idée de se réveiller dans la peau de quelqu'un d'autre à Pékin. Le titre Big Bird in a Small Cage est influencé par les ambiances de La Nouvelle-Orléans d'où se dégage une mélodie de country pop. 
Deux chanteuses sont invitées pour chanter en duo avec Watson sur l'album : Lhasa de Sela pour le titre Wooden Arms, et la montréalaise Katie Moore pour Big Bird In A Small Cage.

## Sortie de l'album
En février 2009, le groupe annonce un nouvel album composé de onze titres prévu pour avril sous le label Secret City Records. 
Le premier single de Wooden Arms, Tracy's Waters, est publié le 5 mars 2009. Le 6 avril 2009, le groupe interprète pour la première fois Beijing sur la CBC Radio. Le dernier single sorti est Fireweed, dont un vidéoclip est réalisé.

## Liste des titres
| 1.    | Fireweed                  | 3:35 |
| 2.    | Tracy's Waters            | 3:47 |
| 3.    | Beijing                   | 4:06 |
| 4.    | Wooden Arms               | 3:08 |
| 5.    | Hommage                   | 2:04 |
| 6.    | Traveling Salesman        | 3:42 |
| 7.    | Big Bird in a Small Cage  | 4:03 |
| 8.    | Down at the Beach         | 5:18 |
| 9.    | Man Like You              | 4:11 |
| 10.   | Where the Wild Things Are | 3:52 |
| 11.   | Machinery of Heaven       | 7:26 |
| 45:12 |                           |      |

| Titres bonus | Titres bonus                                 | Titres bonus | Titres bonus | Titres bonus | Titres bonus | Titres bonus | Titres bonus | Titres bonus | Titres bonus |
| No           | Titre                                        | Durée        |              |              |              |              |              |              |              |
| ------------ | -------------------------------------------- | ------------ | ------------ | ------------ | ------------ | ------------ | ------------ | ------------ | ------------ |
| 12.          | Hearts in the Park                           | 2:58         |              |              |              |              |              |              |              |
| 13.          | Summer Sleeps (Titre bonus iTunes et vinyle) | 3:41         |              |              |              |              |              |              |              |
| 51:51        |                                              |              |              |              |              |              |              |              |              |

## Réception

### Critique
Malgré la grande reconnaissance de l'album précédent, Wooden Arms reçoit des retours généralement positifs de la part des critiques. Sur Metacritic, l'album se voit attribuer une note moyenne de 65 sur 100, sur la base de 9 critiques.
Sur la revue Sputnikmusic, une note moyenne de 3,8 sur 5 lui est attribuée, sur la base de 57 critiques.
Anthony Thorton pour le New Musical Express fait l'éloge de l'album et de ses arrangements « tour à tour ornés, grandioses et subtils, mais jamais moins que totalement envoûtants. »,
Un peu plus mitigé, David Simpson pour The Guardian regrette que l'album prenne « plusieurs pièces avant que les mélodies envoûtantes et les textures plus obtuses ne vous attirent. »,

### Nomination
L'album a été nommé dans la liste longue du Prix de musique Polaris de 2009.

## Crédits
Crédits par livret.

### Membres du groupe
- Patrick Watson : voix, piano, bicyclette, orgue, mégaphone, memotron
- Simon Angell : guitare acoustique, guitare électrique, banjo, pedal steel guitar, charango, lap-steel
- Mishka Stein : basse
- Robbie Kuster : tambours, percussions, marimbas, branche d'arbre

### Invités

#### Chants et accompagnements
- Erika Alexandersson : voix d'accompagnement (sur Fireweed)
- Katie Moore (en) : voix d'accompagnement (sur Fireweed), voix en duo (sur Big Bird in a Small Cage)
- Lhasa de Sela : voix en duo (sur Wooden Arms)

- Joe Grass : pedal steel guitar
- Sarah Pagé : harpe
- Jace Lasek (en) : tiroirs et voix d'accompagnement
- Louis-Jean Cormier : banjo additionnel

#### Instruments à corde
- Mélanie Bélair : violon
- Mélanie Vaugeois : violon
- Ligia Paquin : alto
- Annie Gadbois : violoncelle
- Carla Antoun : violoncelle

#### Cuivres
- Louis-Pierre Bergeron : cor d'harmonie
- Philippe Legault : tuba
- Jean-Nicolas Trottier : trombone

### Équipes techniques et production
- Production : Patrick Watson and the Wooden Arms
- Composition et arrangement : Patrick Watson, Mishka Stein, Robbie Kuster, Simon Angell
- Ingénieur du son : Mathieu Parisien
- Mixage : Patrick Watson, Jean Massicotte, Mathieu Parisien
- Mixage additionnel : Manuel Marie
- Mastering : Ryan Morey, Ryebread mastering

## Médias
Plusieurs chansons de l'album sont réutilisées dans les médias, notamment Summer Sleeps, utilisée dans le neuvième épisode de la première saison de Continuum, Man Like You utilisée dans le film C'est pas moi je le jure ! de Philippe Falardeau, ou encore Big Bird in A Small Cage utilisée dans le huitième épisode de la première saison de Les pêcheurs…